# Bibi (giocatore di calcio a 5)
Emanuel Luís Marques Walter de Magalhães, meglio noto come Bibi (Lisbona, 28 maggio 1980), è un ex giocatore di calcio a 5 portoghese.

## Palmarès
- Campionato portoghese: 2

Sporting CP: 2003-04, 2005-06
- Coppa del Portogallo: 2

Sporting CP: 2005-06, 2007-08
- Supercoppa portoghese: 2

Sporting CP: 2004, 2008
- Campionato di Serie A2: 1

Venezia: 2010-11 (girone A)
- Coppa Italia di Serie A2: 1

Venezia: 2010-11